# Життя і знання (журнал)
«Життя́ і знання́» — науково-популярний ілюстрований місячник, товариства «Просвіта» у Львові.
Виходив з жовтня 1927 р. до серпня 1939 р. за редакцією М. Галущинського (1927—1931), І. Брика (1931—1933), В. Сімовича (1933—1939). Матеріали журналу широко використовували в освітянських гуртках. У місячнику друкувалися статті з природничих наук, практичні поради з сільського господарства, інформація про діяльність «Просвіти» та інших громадянських організацій, рецензії на книги, некрологи про українських діячів. Особливу увагу приділяв історії України всіх періодів та українській культурі.
Серед авторів статей на історичні теми були І. Крип'якевич, М. Кордуба, О. Терлецький, Я. Пастернак, М. Голубець, М. Андрусяк.